# Sant Esteve de Naens
Sant Esteve de Naens és una església de Senterada (Pallars Jussà) protegida com a Bé Cultural d'Interès Local.

## Descripció
Edifici situat al centre de l'agrupació de cases que formen el poble. Es troba molt modificada, amb edificis i cobertes annexes. Destaca el campanar, de secció quadrada, en la cantonada de migdia, que té dues plantes d'obertures, amb l'interior tapiada. La coberta és a dues vessants i la del campanar està escapçada essent pràcticament plana.

## Història
Al 1831, apareix dins dels dominis del comtes d'Erill, formant part de la Baronia de Bellera. Al 1718 era del Baró de Sant Vicenç.